# Edifici Ramon Fortet
L'Edifici Ramon Fortet és una obra d'Olot (Garrotxa) inclosa a l'Inventari del Patrimoni Arquitectònic de Catalunya.

## Descripció
Es tracta d'un edifici amb gran porxada feta d'obra vista, amb baixos per locals comercials, entresòl i dos pisos, de luxe, resseguint el pany que sorgeix de sobre de les arcades del porxo. La façana, estucada i pintada d'un to rosat, es completa amb uns balcons que no sobresurten gaire del mur amb ampits de ferro. És un exemple de la integració d'edificis marcadament moderns dins d'un sector urbà del segle xix.

## Història
L'any 1977 va ser encarregat a l'arquitecte municipal Ramon Fortet un pla especial pel Passeig de Barcelona, ja que calia resoldre la qüestió del tràfic d'entrada a Olot per la carretera de Vic i, alhora, protegir i millorar l'estètica d'aquesta via i el seu entorn. La carretera central va ser substituïda per dues laterals restant al mig un ampli passeig entre els arbres. Es feren unes voreres de gran extensió i es va bastir un bloc de pisos a la cantonada del Passeig de Barcelona amb Bisbe Vilanova, seguint la mateixa tipologia que la Plaça Clarà.